# Paralcis extrema
Paralcis extrema là một loài bướm đêm trong họ Geometridae.